# Colagog
Colagogul (din greacă chole - „bila” și agein - „a face”) e o substanță sau un medicament care favorizează eliminarea în duoden a secrețiilor biliare din veziculă și căile biliare extra-hepatice. În schimb, astăzi vorbim de așa-numitele coleretice sau colekinetice. Primele stimulează fluxul de bilă din ficat, iar cele din urmă determină contracția vezicii biliare.